# Petrowski-Preis
Der Petrowski-Preis (russisch Премия имени И.Г. Петровского) wurde nach dem russischen Mathematiker Iwan Georgijewitsch Petrowski benannt. Seit 1992 wird er in unregelmäßigen Abständen (meistens im Abstand von drei Jahren) von der Russischen Akademie der Wissenschaften an Wissenschaftler für herausragende Arbeiten auf dem Gebiet der Mathematik vergeben.

## Preisträger
- 1992: Mark Vishik
- 1995: Olga Arsenjewna Oleinik und Arlen Michailowitsch Iljin
- 1998: Juri Wladimirowitsch Jegorow und Wladimir Alexandrowitsch Kondratjew
- 2001: Walentin Petrowitsch Michailow und Alexander Konstantinowitsch Guschtschin
- 2007: Wiktor Solomonowitsch Rjabenki
- 2016: Alexander Leonidowitsch Skubatschewski
- 2019: Wiktor Anatoljewitsch Wassiljew